# Inversão do ônus da prova
Inversão do ônus da prova (português brasileiro) ou inversão do ónus da prova (português europeu) é um termo utilizado para descrever uma obrigação imputada ao réu em casos específicos previstos em lei. Tal obrigação, normalmente cabe ao autor de uma demanda judicial, quando o mesmo incube-se na responsabilidade de comprovar a mínima verossimilhança dos fatos por ele narrado, contudo, há casos em que a parte demandante não dispões de ferramentas, capacidade técnica, condições ou conhecimento para produzir tais provas. Nestes casos, levando em consideração a hipossuficiência da parte autora diante da ré, onde a prevalência do requerido ante a fragilidade do requerente faz insatisfatória a análise dos fatos, torna-se imprescindível a inversão do ônus da prova.

## Estrutura lógica
Uma argumentação baseada na inversão do ônus da prova assume geralmente seguinte forma:
Eu afirmo algo.
Você não aceita isso.
Então você deve provar que isso é falso.
É, portanto, invertida a ordem lógica que deveria ser:
Eu afirmo algo.
Você não aceita isso
Então eu devo provar que isso é verdadeiro.

## Exemplos
- A: O Planeta dos Macacos existe.
- B: Não estou informado disto. Como você pode provar o que diz?
- A: Prove que o Planeta dos Macacos não existe.
  - Ou seja, o argumentador A faz uma afirmação, mas não se dispõe a prová-la, transferindo para o adversário, B, a obrigação da contraprova.

Existe ainda uma forma sutil de inversão, como quando duas pessoas fazem cada qual uma afirmação e uma delas exige que a outra prove que a negação da sua afirmação está correta. Por exemplo:
- A: A ciência é a única fonte de verdade.
- B: A religião é a única fonte de verdade.
- A: Prove que a ciência não é a única fonte de verdade.
- B: Prove que a religião não é a única fonte de verdade.

No exemplo acima, ambos os argumentadores aplicaram a inversão do ônus da prova um contra o outro.

## No Direito
Juridicamente, a expressão "inversão do ônus da prova" é utilizada não para indicar a falácia argumentativa estudada neste artigo, mas sim o método legal pelo qual a justiça determina que o ônus da prova deve ser invertido, ou seja, o acusado deve provar a falsidade da acusação. É aplicada, geralmente, quando o acusador é a parte mais fraca em um litígio.

### Exemplo
O ex-funcionário afirma que ficava após seu horário de saída, o ex-empregador deve apresentar os cartões ponto para provar que não é verdade.